# Вейн-Темпест-Стюарт, Чарльз, 6-й маркиз Лондондерри
Чарльз Стюарт Вейн-Темпест-Стюарт, 6-й маркиз Лондондерри  (англ. Charles Vane-Tempest-Stewart, 6th Marquess of Londonderry; 16 июля 1852 — 8 февраля 1915) — британский аристократ, консервативный политик, землевладелец и благотворитель. Он был известен под титулом учтивости — виконт Каслри  с 1872 по 1884 год. Сменив своего отца на посту маркиза в 1884 году, он был лордом-лейтенантом Ирландии с 1886 по 1889 год. Позже он занимал пост генерального почтмейстера с 1900 по 1902 год и был президентом Совета по образованию в 1902—1905 годах. Сторонник протестантских движений в Ольстере, он был противником ирландского самоуправления и одним из инициаторов официального союза между консервативной партией и либеральными юнионистами в 1893 году.

## История и образование
Родился Чарльз Вейн-Темпест в Лондоне, Великобритания . Старший сын Джорджа Вейн-Темпеста, 5-го маркиза Лондондерри (1821—1884), и Мэри Корнелии Эдвардс (? — 1906), единственной дочери сэра Джона Эдвардса, 1-го баронета, который жил в основном в Плас-Макинлет. Он был внуком третьего маркиза и внучатым племянником второго маркиза, более известного как государственный деятель лорд Каслри.
Чтобы отметить его 21-й день рождения, жители Махинллета возвели башню с часами в центре города.
Джордж Спенсер-Черчилль, 8-й герцог Мальборо, и его брат лорд Рэндольф Черчилль были его двоюродными братьями.
Он получил образование в Итоне, Национальном университете Ирландии Крайст-Черче, Оксфорд. Он стал известен под титулом учтивости — виконт Каслри, когда его отец унаследовал титул маркиза Лондондерри в 1872 году. В 1885 году он принял первоначальную и дополнительную фамилию Стюарт по королевской лицензии.

## Политическая карьера

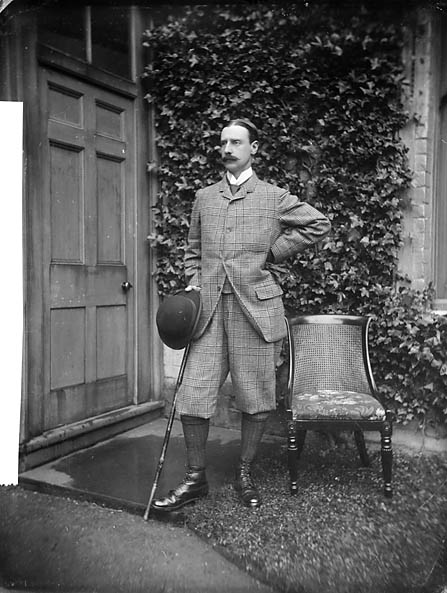
Портретная фотография Джона Томаса, 1885 г.

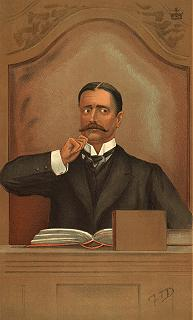
Карикатура на 6-го маркиза Лондондерри, журнал «Ярмарка тщеславия», 1896 год

Чарльз Вейн-Темпест-Стюарт был избран в Палату общин Великобритании в качестве одного из двух представителей от Дауна в 1878 году, место, которое он занимал до 1884 года, когда он сменил своего отца в качестве 6-го маркиза и вошел в Палату лордов. После того, как консерваторы пришли к власти в 1886 году при лорде Солсбери, лорд Лондондерри был приведен к присяге в Тайном совете и назначен лордом-лейтенантом Ирландии . Это было время трудностей в Ирландии. Первый законопроект Гладстона о самоуправлении только что был отклонен парламентом, и в Ирландии поднялись национальные чувства. Согласно Словарю национальной биографии, Лондондерри «… наполнил вице-королевство тактом и мужеством, так что, когда он покинул Дублин в 1889 году, недовольство улеглось и была восстановлена некоторая степень процветания». Он был назначен кавалером Ордена Подвязки в 1888 году и принят в Ирландский тайный совет в 1892 году. Он выступил против второго законопроекта Гладстона о самоуправлении в 1893 году и председательствовал на собрании, которое привело к официальному политическому союзу между консерваторами и либеральными юнионистами.
С 1895 по 1897 год маркиз Лондондерри был председателем школьного совета Лондона. Он вернулся в правительство в апреле 1900 года, когда Солсбери назначил его генеральным почтмейстером, а в ноябре того же года стал членом кабинета министров. После того, как Артур Бальфур стал премьер-министром в августе 1902 года, маркиз Лондондерри стал президентом Совета по образованию. В этой роли он курировал Закон об образовании 1902 года. В период с 1903 по 1905 год он также был лордом-президентом Совета. Юнионисты пали в декабре 1905 года, и впоследствии маркиз Лондондерри сосредоточился в основном на ирландских делах. Он был одним из «провокаторов» (как их назвал Лео Макс), которые не голосовали против Закона о парламенте 1911 года. Как президент Ольстерского юнионистского совета, он выступал против третьего законопроекта о самоуправлении, предложенного либеральным правительством в 1912 году, и был второй участник Ольстерского пакта после сэра Эдварда Карсона.

## Другие государственные назначения
Лорд Лондондерри был лордом-лейтенантом Белфаста с 1900 по 1904 год и лордом-лейтенантом Дауна с 1902 по 1915 год, заместителем лейтенанта Монтгомеришира и Дарема, мировым судьей графства Дарем.
24 июня 1869 года, незадолго до своего 17-летия, он был назначен майором во 2-м (Сихем) Даремском артиллерийском добровольческом корпусе, частично занятом подразделением, которым командовал его отец и который набирался в основном из семейной шахты Сихема. (В тот же день его 15-летний младший брат был назначен 1-м лейтенантом; их дядя также служил в отряде.) Он сменил своего отца в командовании в 1876 году и все ещё оставался в нём. Командовал подразделением, когда оно было передано Территориальным силам в 1908 году в качестве 3-й Нортумбрийской (графство Дарем) бригады Королевской полевой артиллерии, в которой он стал почетным полковником 7 декабря 1910 года. 26 марта 1902 года он был также назначен почетным полковником 3-го (ополчения) батальона Королевских ирландских стрелков.
Будучи крупным угольщиком в графстве Дарем, он играл там важную роль. В 1910 году он был мэром Дарема и получил почетную степень (D. C. L., 1901) в Университете Дарема в знак признания его общественных заслуг.
Он был крупным благотворителем, покровителем сельского хозяйства и владельцем скаковых лошадей. Король Великобритании Эдуард VII пять раз был гостем в Лондондерри, в графстве Дарем, в Виньярд-парке . В 1903 году маркиз Лондондерри был назначен кавалером Большого креста Королевского Викторианского ордена (GCVO), когда Эдуард VII посетил Ирландию.

## Семья

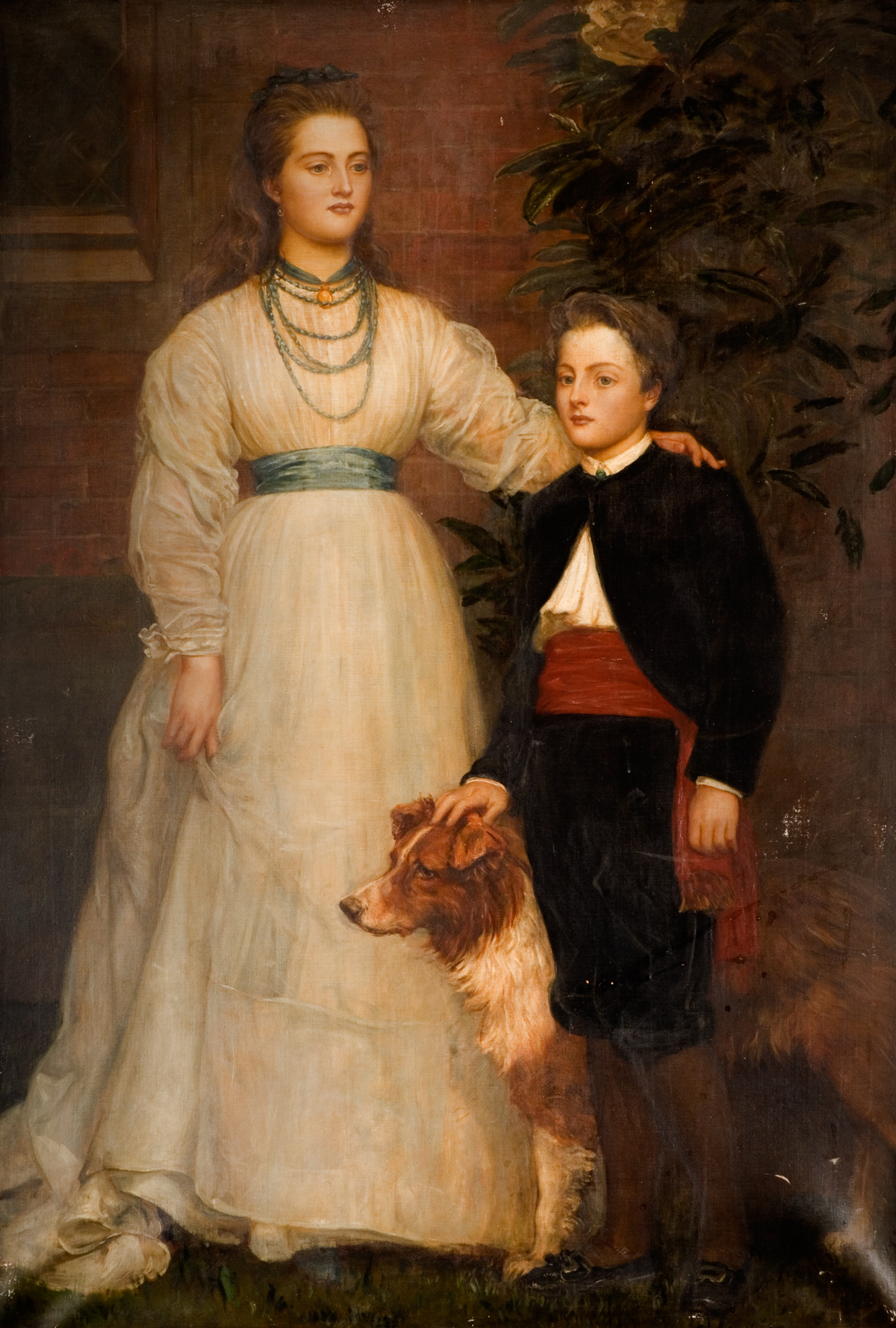
Портрет леди Терезы Толбот и её брата Чарльза Четвинда-Толбота, 20-го графа Шрусбери

2 октября 1875 года в частной часовне Олтон-Холла Чарльз Вейн-Темпест-Стюарт женился на леди Терезе Сюзи Хелен Толбот (6 июня 1856 — 16 марта 1919), дочери Чарльза Четвинд-Толбота, 19-го графа Шрусбери (1830—1877), и Энн Терезе Кокерелл (1836—1912). Как и её муж, она была ведущей профсоюзной активисткой и президентом Женского профсоюзного совета Ольстера. У них было двое сыновей и одна дочь:
- Леди Хелен Мэри Тереза Вейн-Темпест-Стюарт (8 сентября 1876 — 14 января 1956), муж с 1902 года Джайлс Стивен Холланд Фокс-Стрэнгуэйс, 6-й граф Илчестер (1874—1959)[2], от брака с которым у неё было четверо детей.
- Чарльз Стюарт Генри Вейн-Темпест-Стюарт, 7-й маркиз Лондондерри  (13 мая 1878 — 11 февраля 1949), старший сын и преемник отца
- Лорд Чарльз Стюарт Реджинальд Вейн-Темпест-Стюарт  (4 декабря 1879 — 9 октября 1899), умер в возрасте 19 лет.

У леди Лондондерри был роман с политиком Гарри Кастом. Ещё одна из любовниц Каста, Гвладис, графиня де Грей, нашла страстные любовные письма леди Лондондерри Касту в своей спальне. В порыве ревности и мести она приказала слуге доставить эти письма лорду Лондондерри. Таким образом, он узнал о связи и, возможно, изначально хотел развестись со своей женой. Однако вмешались светские дамы и убедили его отказаться от своих планов по разводу. Вместо этого, как утверждается, в качестве наказания своей жене за её прошлую супружескую измену он больше никогда не разговаривал с ней наедине, только публично, и, предположительно, он даже отказал ей в доступе в свою спальню в момент своей смерти.
Маркиз Лондондерри умер от пневмонии в Виньярд-парке, графство Дарем , в феврале 1915 года в возрасте 62 лет с женой у постели больного. Ему наследовал его старший и единственный оставшийся в живых сын Чарльз, 7-й маркиз Лондондерри. Маркиза Лондондерри умерла в марте 1919 года.